# Roberts
Roberts je priimek več oseb:
- Emma Roberts, ameriška igralka
- Eric Roberts, ameriški igralec
- Frank Crowther Roberts, britanski general
- Frederick Sleigh Roberts, britanski častnik in plemič
- Gary Roberts, kanadski hokejist
- George Philip Bradley Roberts, britanski general
- Isaac Roberts, valižanski inženir, poslovnež in ljubiteljski astronom
- John Hamilton Roberts, kanadski general
- Julia Roberts, ameriška igralka
- Lisa Roberts Gillan, ameriška igralka
- Michael Rookherst Roberts, britanski general
- Nora Roberts (pravo ime Eleanor Marie Robertson), ameriška pisateljica
- Ouvry Lindfield Roberts, britanski general
- Pat Roberts, ameriški častnik, novinar in politik